# Primera División femenina de fútbol sala 2023-24
La temporada 2023-24 de Primera División, es la 30ª edición de la máxima categoría de la Primera División femenina de fútbol sala de España. La competición se disputa anualmente, comenzará el 16 de septiembre y terminará el 25 de junio. El Pescados Rubén Burela es el equipo defensor del título.

## Equipos participantes

### Equipos por comunidad autónoma
Navalcarnero

 Alcorcón

 Móstoles

 Majadahonda

 Leganés

| N.º | Comunidad autónoma  | Equipos                                                                                      |
| --- | ------------------- | -------------------------------------------------------------------------------------------- |
| 6   | Galicia             | Ourense Envialia CD Burela FS Poio Pescamar FS Marín Futsal Viaxes Amarelle FSF FSF O Castro |
| 5   | Comunidad de Madrid | Futsi Atlético Navalcarnero AD Alcorcón FSF FSF Móstoles Rayo Majadahonda FS CD Leganés FS   |
| 2   | Región de Murcia    | Roldán FSF La Boca te Lía Futsal Alcantarilla                                                |
| 1   | Melilla             | Torreblanca Melilla CF                                                                       |
| 1   | Cataluña            | Les Corts AE                                                                                 |
| 1   | Andalucía           | Nueces de Ronda Atlético Torcal                                                              |

### Ascensos y descensos
Descendieron de forma directa 3 equipos, Joventut d'Elx, Teldeportivo y Sala Zaragoza,. De Segunda División ascedieron 3 equipos At Torcal, Les Corts y Castro, siendo estos dos últimos debutantes en la categoría.
| Pos. | Descendidos a 2.ª División |
| ---- | -------------------------- |
| 14   | Sala Zaragoza              |
| 15   | Teldeportivo               |
| 16   | Joventut d'Elx             |

| Pos.  | Ascendidos de 2.ª División |
| ----- | -------------------------- |
| Prom. | Les Corts AE               |
| Prom. | FSF O Castro               |
| Prom. | Atlético Torcal            |

## Grupos y fases
- La Primera División consta de un grupo integrado por dieciséis equipos.

- Se juega siguiendo un sistema de liga, los dieciséis equipos se enfrentan todos contra todos en dos ocasiones -una en campo propio y otra en campo contrario- sumando un total de 30 jornadas.

- El orden de los encuentros se decide por sorteo antes de empezar la competición.

- La clasificación se establece con arreglo a los puntos totales obtenidos por cada equipo al finalizar el campeonato.

- Los equipos obtienen tres puntos por cada partido ganado, un punto por cada empate y ningún punto por los partidos perdidos.

- Una vez que termine la fase regular, los cuatro primeros clasificados jugarán los play off por el título en eliminatorias a tres partidos, jugando el primer en casa del mejor clasificado, y en caso de tener que disputar el tercer y último partido, se hará también el casa del que mejor puesto haya ocupado en la liga.

- Descenderán a segunda división los tres últimos clasificados en la liga regular.

## Información de los equipos
| Club                            | Ciudad        | Comunidad Autónoma  | Entrenador/a           | Capitana         | Pabellón        | Aforo | Proveedor    |
| ------------------------------- | ------------- | ------------------- | ---------------------- | ---------------- | --------------- | ----- | ------------ |
| CD Burela FS                    | Burela        | Galicia             | Julio Delgado          | Dany Domingos    | Vista Alegre    | 1.400 | Joma         |
| Atlético Navalcarnero           | Navalcarnero  | Comunidad de Madrid | Daniel Labián          | Leti             | La Estación     | 1.500 | Aimar Sport  |
| Poio Pescamar FS                | Poyo          | Galicia             | Luis López-Tulla       | Irene García     | A Seca          | 700   | Caracal      |
| Torreblanca Melilla CF          | Melilla       | Melilla             | Gonzalo Iglesias       | Amandinha        | Javier Imbroda  | 2.900 | Kelme        |
| Arriva AD Alcorcón FSF          | Alcorcón      | Comunidad de Madrid | Guillermo Camarón      | Aída de Miguel   | Los Cantos      | 1.568 | Kappa        |
| Roldán FSF                      | Torre Pacheco | Región de Murcia    | Kilian Belmonte        | Mayte Mateo      | Gabriel Pérez   | 460   | Kelme        |
| LBTL Futsal Alcantarilla        | Alcantarilla  | Región de Murcia    | Alicia Morell          | Ana Belén Egea   | Jara Carrillo   |       | Kelme        |
| Ourense Envialia FS             | Orense        | Galicia             | Raquel Mondoruza       | Marta Figueiredo | Os Remedios     | 2.500 | Altius Sport |
| FSF Móstoles                    | Móstoles      | Comunidad de Madrid | Luis Fernando Ostolaza | Inma             | Villafontana    | 450   | Joma         |
| Marín Futsal                    | Marín         | Galicia             | Ramiro Díaz            | Café             | A Raña          | 1.047 | Xforzo       |
| CD Leganés FS                   | Leganés       | Comunidad de Madrid | Ángel Saiz             | Beíta            | La Fortuna      | 490   | Joma         |
| Viaxes Amarelle FSF             | La Coruña     | Galicia             | Raul Castro            | María Gómez      | Sagrada Familia | 350   | Legea        |
| Rayo Majadahonda FS             | Majadahonda   | Comunidad de Madrid | Carlos Sánchez         | Coral            | La Granadilla   | 200   | Emix         |
| Les Corts AE                    | Barcelona     | Cataluña            | Robert Caneda          | Laia Rojo        | Diagonal Nord   |       |              |
| FSF O Castro                    | Castro de Rey | Galicia             | José Carlos Martín     | Luisa Mayara     | Riberas de Lea  |       |              |
| Nueces de Ronda Atlético Torcal | Málaga        | Andalucía           | Víctor Quintero        | Valeria          | Guadaljaire     | 460   | Joma         |

### Cambios de entrenadores
| Equipo                 | Entrenador (Jornadas)    | Fecha de vacante       | Posición en la tabla | Entrenador entrante   | Fecha de nombramiento  |
| ---------------------- | ------------------------ | ---------------------- | -------------------- | --------------------- | ---------------------- |
| Rayo Majadahonda FS    | Carlos Sánchez (1-7)     | 1 de noviembre de 2023 | 15.º                 | Emilio Céspedes (8- ) | 1 de noviembre de 2023 |
| CD Leganés FS          | Ángel Saiz (1-18)        | 2 de febrero de 2024   | 16.º                 | Jorge Babio           |                        |
| Atlético Navalcarnero  | Daniel Labián (1-18)     | 5 de febrero de 2024   | 3.º                  | Sergio Bretón (20- )  | 28 de febrero de 2024  |
| Arriva AD Alcorcón FSF | Guillermo Camarón (1-22) | 12 de marzo de 2024    | 5.º                  | Marta García (23- )   | 18 de marzo de 2024    |

## Clasificación
|                                          |     | Equipos                              | PJ | G  | E | P  | GF  | GC  | Dif. | Pts. |
| ---------------------------------------- | --- | ------------------------------------ | -- | -- | - | -- | --- | --- | ---- | ---- |
|                                          | 1.  | Pescados Ruben Burela FS             | 30 | 26 | 2 | 2  | 123 | 52  | +71  | 80   |
|                                          | 2.  | Atlético Navalcarnero                | 30 | 22 | 4 | 4  | 126 | 73  | +53  | 70   |
|                                          | 3.  | Melilla Sport Capital Torreblanca FS | 30 | 22 | 1 | 7  | 108 | 60  | +48  | 67   |
|                                          | 4.  | Poio Pescamar FS                     | 30 | 18 | 5 | 7  | 83  | 55  | +28  | 59   |
|                                          | 5.  | Arriva AD Alcorcón FS                | 30 | 17 | 6 | 7  | 111 | 69  | +42  | 57   |
|                                          | 6.  | STV Roldán FS                        | 30 | 14 | 9 | 7  | 85  | 72  | +13  | 51   |
|                                          | 7.  | LBTL Futsal Alcantarilla             | 30 | 13 | 4 | 13 | 90  | 73  | +17  | 46   |
|                                          | 8.  | Ourense CF Ontime                    | 30 | 12 | 5 | 13 | 84  | 74  | +10  | 41   |
|                                          | 9.  | FSF Móstoles                         | 30 | 12 | 4 | 14 | 85  | 96  | -11  | 40   |
|                                          | 10. | Les Corts                            | 30 | 12 | 2 | 16 | 77  | 91  | -14  | 38   |
|                                          | 11. | O Castro                             | 30 | 8  | 9 | 13 | 76  | 84  | -8   | 33   |
|                                          | 12. | Nueces de Ronda Atlético Torcal      | 30 | 9  | 6 | 15 | 104 | 99  | +5   | 33   |
|                                          | 13. | Marín Futsal                         | 30 | 8  | 5 | 17 | 79  | 97  | -18  | 29   |
|                                          | 14. | Viaxes Amarelle FSF                  | 30 | 8  | 2 | 20 | 85  | 118 | -33  | 26   |
|                                          | 15. | Rayo Majadahonda AFAR 4 FSF          | 30 | 4  | 1 | 25 | 69  | 150 | -81  | 13   |
|                                          | 16. | CD Leganés                           | 30 | 2  | 1 | 27 | 41  | 163 | -122 | 7    |
| Última actualización: 25 de mayo de 2024 |     |                                      |    |    |   |    |     |     |      |      |

|  | Clasificados para el Play-Off por el título |
|  | Descendido a Segunda División 2023-24       |

### Evolución de la clasificación
| Equipo / Jornada                  | 1  | 2  | 3  | 4  | 5  | 6  | 7  | 8  | 9  | 10 | 11 | 12 | 13 | 14 | 15 | 16 | 17 | 18 | 19 | 20 | 21 | 22 | 23 | 24 | 25 | 26 | 27 | 28 | 29 | 30 |
| Equipo / Jornada                  |    |    |    |    |    |    |    |    |    |    |    |    |    |    |    |    |    |    |    |    |    |    |    |    |    |    |    |    |    |    |
| --------------------------------- | -- | -- | -- | -- | -- | -- | -- | -- | -- | -- | -- | -- | -- | -- | -- | -- | -- | -- | -- | -- | -- | -- | -- | -- | -- | -- | -- | -- | -- | -- |
| Pescados Ruben Burela FS          | 5  | 5  | 3  | 2  | 2  | 1  | 1  | 1  | 1  | 1  | 1  | 1  | 1  | 1  | 1  | 1  | 1  | 1  | 1  | 1  | 1  | 1  | 1  | 1  | 1  | 1  | 1  | 1  | 1  | 1  |
| Atlético Navalcarnero             | 11 | 8  | 6  | 4  | 3  | 6  | 4  | 6  | 4  | 4  | 4  | 3  | 4  | 4  | 4  | 4  | 4  | 3  | 3  | 3  | 3  | 3  | 2  | 2  | 2  | 2  | 2  | 2  | 2  | 2  |
| Melilla Sport Capital Torreblanca | 2  | 7  | 11 | 7  | 6  | 5  | 7  | 5  | 7  | 6  | 5  | 5  | 3  | 3  | 3  | 3  | 3  | 2  | 2  | 2  | 2  | 2  | 3  | 3  | 3  | 3  | 3  | 3  | 3  | 3  |
| Poio Pescamar FS                  | 14 | 14 | 12 | 8  | 11 | 9  | 8  | 8  | 6  | 5  | 6  | 7  | 7  | 6  | 6  | 9  | 6  | 6  | 5  | 5  | 5  | 4  | 4  | 4  | 4  | 4  | 4  | 4  | 4  | 4  |
| AD Alcorcón FS                    | 6  | 2  | 1  | 1  | 1  | 2  | 2  | 2  | 2  | 2  | 2  | 2  | 2  | 2  | 2  | 2  | 2  | 4  | 4  | 4  | 4  | 5  | 5  | 5  | 5  | 5  | 5  | 5  | 5  | 5  |
| STV Roldán FS                     | 4  | 3  | 2  | 3  | 5  | 4  | 3  | 4  | 5  | 7  | 7  | 6  | 6  | 7  | 7  | 8  | 7  | 8  | 8  | 8  | 7  | 6  | 6  | 6  | 6  | 7  | 6  | 6  | 6  | 6  |
| LBTL Alcantarilla                 | 1  | 1  | 5  | 6  | 10 | 10 | 11 | 12 | 11 | 11 | 10 | 9  | 8  | 8  | 10 | 10 | 8  | 9  | 10 | 9  | 9  | 8  | 8  | 7  | 7  | 6  | 7  | 7  | 7  | 7  |
| Ourense CF                        | 7  | 10 | 14 | 11 | 8  | 8  | 9  | 9  | 8  | 9  | 8  | 8  | 9  | 11 | 9  | 7  | 10 | 7  | 7  | 7  | 6  | 9  | 9  | 9  | 8  | 8  | 9  | 9  | 8  | 8  |
| FSF Móstoles                      | 3  | 4  | 7  | 9  | 7  | 7  | 5  | 3  | 3  | 3  | 3  | 4  | 5  | 5  | 5  | 5  | 5  | 5  | 6  | 6  | 8  | 7  | 7  | 8  | 9  | 9  | 8  | 8  | 9  | 9  |
| Les Corts                         | 10 | 6  | 4  | 5  | 4  | 3  | 6  | 7  | 9  | 8  | 9  | 10 | 12 | 10 | 8  | 6  | 9  | 10 | 11 | 11 | 10 | 10 | 10 | 11 | 12 | 10 | 10 | 10 | 10 | 10 |
| O Castro                          | 8  | 12 | 9  | 10 | 12 | 12 | 10 | 11 | 12 | 12 | 12 | 11 | 10 | 9  | 11 | 11 | 11 | 11 | 9  | 10 | 11 | 11 | 11 | 10 | 11 | 12 | 12 | 12 | 12 | 11 |
| At Torcal                         | 15 | 9  | 13 | 14 | 14 | 14 | 14 | 15 | 15 | 13 | 14 | 15 | 13 | 13 | 13 | 13 | 13 | 13 | 13 | 13 | 12 | 12 | 12 | 12 | 10 | 11 | 11 | 11 | 11 | 12 |
| Marín Futsal                      | 13 | 13 | 10 | 13 | 13 | 13 | 13 | 14 | 14 | 15 | 13 | 14 | 15 | 15 | 15 | 14 | 14 | 14 | 14 | 14 | 14 | 14 | 14 | 14 | 14 | 14 | 14 | 13 | 13 | 13 |
| Viaxes Amarelle                   | 9  | 11 | 8  | 12 | 9  | 11 | 12 | 10 | 10 | 10 | 11 | 12 | 11 | 12 | 12 | 12 | 12 | 12 | 12 | 12 | 13 | 13 | 13 | 13 | 13 | 13 | 13 | 14 | 14 | 14 |
| Rayo Majadahonda                  | 12 | 15 | 15 | 16 | 16 | 16 | 15 | 13 | 13 | 14 | 15 | 13 | 14 | 14 | 14 | 15 | 15 | 15 | 15 | 15 | 15 | 15 | 15 | 15 | 15 | 15 | 15 | 15 | 15 | 15 |
| CD Leganés                        | 16 | 16 | 16 | 15 | 15 | 15 | 16 | 16 | 16 | 16 | 16 | 16 | 16 | 16 | 16 | 16 | 16 | 16 | 16 | 16 | 16 | 16 | 16 | 16 | 16 | 16 | 16 | 16 | 16 | 16 |

## Resultados
Los horarios corresponden a la CET (Hora Central Europea) UTC+1 en horario estándar y UTC+2 en horario de verano.
| Torreblanca Melilla | 6 - 0 | Leganés               | 16 de septiembre | 16:00 | Javier Imbroda |  |
| Les Corts           | 2 - 2 | Viaxes Amarelle       | 16 de septiembre | 16:30 | Diagonal Nord  |  |
| Marín Futsal        | 1 - 3 | STV Roldán            | 16 de septiembre | 17:00 | A Raña         |  |
| LBTL Alcantarilla   | 7 - 1 | At. Torcal            | 16 de septiembre | 18:00 | Jara Carrillo  |  |
| Burela              | 2 - 0 | Poio Pescamar         | 16 de septiembre | 18:30 | Vista Alegre   |  |
| Arriva Alcorcón     | 5 - 4 | Atlético Navalcarnero | 16 de septiembre | 19:30 | Los Cantos     |  |
| O Castro            | 3 - 3 | Ourense Ontime        | 16 de septiembre | 20:00 | Riberas de Lea |  |
| MRB Móstoles        | 4 - 2 | Rayo Majadahonda      | 16 de septiembre | 20:45 | Villafontana   |  |

| Ourense Ontime        | 4 - 5 | Burela              | 23 de septiembre | 17:00 | Os Remedios     |  |
| Viaxes Amarelle       | 4 - 5 | MRB Móstoles        | 23 de septiembre | 17:30 | Sagrada Familia |  |
| STV Roldán            | 4 - 2 | O Castro            | 23 de septiembre | 18:00 | Gabriel Pérez   |  |
| At. Torcal            | 2 - 1 | Marín Futsal        | 23 de septiembre | 18:00 | Guadaljaire     |  |
| Rayo Majadahonda      | 0 - 7 | Arriva Alcorcón     | 23 de septiembre | 18:30 | La Granadilla   |  |
| Poio Pescamar         | 1 - 2 | Les Corts           | 23 de septiembre | 18:30 | A Seca          |  |
| Leganés               | 0 - 6 | LBTL Alcantarilla   | 23 de septiembre | 19:00 | La Fortuna      |  |
| Atlético Navalcarnero | 5 - 2 | Torreblanca Melilla | 23 de septiembre | 19:30 | La Estación     |  |

| Les Corts         | 2 - 0 | Ourense Ontime        | 30 de septiembre | 16:30 | Diagonal Nord  |  |
| Marín Futsal      | 5 - 0 | Leganés               | 30 de septiembre | 17:00 | A Raña         |  |
| LBTL Alcantarilla | 2 - 3 | Atlético Navalcarnero | 30 de septiembre | 18:00 | Jara Carrillo  |  |
| Rayo Majadahonda  | 2 - 6 | Viaxes Amarelle       | 30 de septiembre | 18:30 | La Granadilla  |  |
| MRB Móstoles      | 1 - 3 | Poio Pescamar         | 30 de septiembre | 18:30 | Villafontana   |  |
| O Castro          | 3 - 1 | At. Torcal            | 30 de septiembre | 18:30 | Riberas de Lea |  |
| Burela            | 2 - 2 | STV Roldán            | 30 de septiembre | 18:45 | Vista Alegre   |  |
| Arriva Alcorcón   | 4 - 1 | Torreblanca Melilla   | 30 de septiembre | 19:30 | Los Cantos     |  |

| Torreblanca Melilla   | 3 - 1 | LBTL Alcantarilla | 7 de octubre | 16:00 | Javier Imbroda  |  |
| Atlético Navalcarnero | 3 - 0 | Marín Futsal      | 7 de octubre | 17:00 | La Estación     |  |
| Viaxes Amarelle       | 1 - 5 | Arriva Alcorcón   | 7 de octubre | 17:30 | Sagrada Familia |  |
| At. Torcal            | 1 - 3 | Burela            | 7 de octubre | 18:00 | Guadaljaire     |  |
| Poio Pescamar         | 3 - 1 | Rayo Majadahonda  | 7 de octubre | 18:30 | A Seca          |  |
| Leganés               | 4 - 4 | O Castro          | 7 de octubre | 19:00 | La Fortuna      |  |
| Ourense Ontime        | 4 - 1 | MRB Móstoles      | 8 de octubre | 12:00 | Os Remedios     |  |
| STV Roldán            | 1 - 0 | Les Corts         | 8 de octubre | 12:00 | Gabriel Pérez   |  |

| Les Corts        | 5 - 1 | At. Torcal            | 14 de octubre | 16:30 | Diagonal Nord   |  |
| Marín Futsal     | 1 - 5 | Torreblanca Melilla   | 14 de octubre | 17:00 | A Raña          |  |
| Burela           | 6 - 0 | Leganés               | 14 de octubre | 18:45 | Vista Alegre    |  |
| O Castro         | 3 - 4 | Atlético Navalcarnero | 14 de octubre | 19:00 | Riberas de Lea  |  |
| Rayo Majadahonda | 1 - 6 | Ourense Ontime        | 14 de octubre | 20:00 | La Granadilla   |  |
| Viaxes Amarelle  | 6 - 1 | Poio Pescamar         | 15 de octubre | 13:00 | Sagrada Familia |  |
| Arriva Alcorcón  | 3 - 2 | LBTL Alcantarilla     | 15 de octubre | 13:00 | Los Cantos      |  |
| MRB Móstoles     | 2 - 0 | STV Roldán            | 15 de octubre | 17:00 | Villafontana    |  |

| Leganés               | 2 - 6 | Les Corts        | 21 de octubre | 17:00 | La Fortuna     |  |
| Poio Pescamar         | 3 - 1 | Arriva Alcorcón  | 21 de octubre | 17:30 | A Seca         |  |
| Ourense Ontime        | 4 - 2 | Viaxes Amarelle  | 21 de octubre | 18:00 | Os Remedios    |  |
| STV Roldán            | 4 - 1 | Rayo Majadahonda | 21 de octubre | 18:00 | Gabriel Pérez  |  |
| At. Torcal            | 1 - 2 | MRB Móstoles     | 21 de octubre | 18:00 | Guadaljaire    |  |
| Atlético Navalcarnero | 1 - 2 | Burela           | 21 de octubre | 18:00 | La Estación    |  |
| LBTL Alcantarilla     | 2 - 2 | Marín Futsal     | 21 de octubre | 18:30 | Jara Carrillo  |  |
| Torreblanca Melilla   | 1 - 0 | O Castro         | 21 de octubre | 19:00 | Javier Imbroda |  |

| Les Corts        | 2 - 4 | Atlético Navalcarnero | 28 de octubre | 17:45 | Diagonal Nord   |  |
| Viaxes Amarelle  | 1 - 4 | STV Roldán            | 28 de octubre | 18:00 | Sagrada Familia |  |
| O Castro         | 3 - 2 | LBTL Alcantarilla     | 28 de octubre | 18:00 | Riberas de Lea  |  |
| MRB Móstoles     | 6 - 1 | Leganés               | 28 de octubre | 18:30 | Villafontana    |  |
| Burela           | 3 - 2 | Torreblanca Melilla   | 28 de octubre | 18:45 | Vista Alegre    |  |
| Arriva Alcorcón  | 4 - 1 | Marín Futsal          | 28 de octubre | 19:30 | Los Cantos      |  |
| Poio Pescamar    | 2 - 0 | Ourense Ontime        | 28 de octubre | 20:00 | A Seca          |  |
| Rayo Majadahonda | 6 - 4 | At. Torcal            | 28 de octubre | 20:00 | La Granadilla   |  |

| STV Roldán            | 4 - 4  | Poio Pescamar    | 4 de noviembre | 11:00 | Gabriel Pérez  |  |
| Ourense Ontime        | 2 - 2  | Arriva Alcorcón  | 4 de noviembre | 17:00 | Os Remedios    |  |
| Marín Futsal          | 3 - 3  | O Castro         | 4 de noviembre | 17:00 | A Raña         |  |
| At. Torcal            | 2 - 3  | Viaxes Amarelle  | 4 de noviembre | 18:00 | Guadaljaire    |  |
| Atlético Navalcarnero | 3 - 4  | MRB Móstoles     | 4 de noviembre | 18:00 | La Estación    |  |
| LBTL Alcantarilla     | 0 - 5  | Burela           | 4 de noviembre | 18:00 | Jara Carrillo  |  |
| Leganés               | 4 - 10 | Rayo Majadahonda | 4 de noviembre | 19:00 | La Fortuna     |  |
| Torreblanca Melilla   | 3 - 1  | Les Corts        | 4 de noviembre | 19:00 | Javier Imbroda |  |

| Ourense Ontime   | 5 - 2 | STV Roldán            | 11 de noviembre | 11:00 | Paco Paz        |  |
| Les Corts        | 0 - 4 | LBTL Alcantarilla     | 11 de noviembre | 16:05 | Diagonal Nord   |  |
| Viaxes Amarelle  | 4 - 3 | Leganés               | 11 de noviembre | 18:00 | Sagrada Familia |  |
| Burela           | 6 - 0 | Marín Futsal          | 11 de noviembre | 18:45 | Vista Alegre    |  |
| Poio Pescamar    | 3 - 1 | At. Torcal            | 11 de noviembre | 19:30 | A Seca          |  |
| Arriva Alcorcón  | 4 - 2 | O Castro              | 11 de noviembre | 19:30 | Los Cantos      |  |
| Rayo Majadahonda | 3 - 5 | Atlético Navalcarnero | 11 de noviembre | 20:00 | La Granadilla   |  |
| MRB Móstoles     | 3 - 1 | Torreblanca Melilla   | 11 de noviembre | 18:00 | Villafontana    |  |

| Marín Futsal          | 3 - 6 | Les Corts        | 18 de noviembre | 16:00 | A Raña         |  |
| STV Roldán            | 2 - 4 | Arriva Alcorcón  | 18 de noviembre | 17:00 | Gabriel Pérez  |  |
| At. Torcal            | 1 - 0 | Ourense Ontime   | 18 de noviembre | 18:00 | Guadaljaire    |  |
| Atlético Navalcarnero | 5 - 2 | Viaxes Amarelle  | 18 de noviembre | 18:00 | La Estación    |  |
| LBTL Alcantarilla     | 1 - 2 | MRB Móstoles     | 18 de noviembre | 18:00 | Jara Carrillo  |  |
| Leganés               | 1 - 5 | Poio Pescamar    | 18 de noviembre | 19:00 | La Fortuna     |  |
| Torreblanca Melilla   | 4 - 2 | Rayo Majadahonda | 18 de noviembre | 19:00 | Javier Imbroda |  |
| O Castro              | 2 - 5 | Burela           | 19 de noviembre | 12:00 | Riberas de Lea |  |

| Les Corts        | 0 - 3 | O Castro              | 25 de noviembre | 16:30 | Diagonal Nord   |  |
| STV Roldán       | 4 - 4 | At. Torcal            | 25 de noviembre | 17:00 | Gabriel Pérez   |  |
| Ourense Ontime   | 7 - 1 | Leganés               | 25 de noviembre | 17:00 | Os Remedios     |  |
| Poio Pescamar    | 5 - 5 | Atlético Navalcarnero | 25 de noviembre | 17:30 | A Seca          |  |
| MRB Móstoles     | 1 - 6 | Marín Futsal          | 25 de noviembre | 18:30 | Villafontana    |  |
| Viaxes Amarelle  | 1 - 2 | Torreblanca Melilla   | 25 de noviembre | 19:30 | Sagrada Familia |  |
| Rayo Majadahonda | 1 - 2 | LBTL Alcantarilla     | 25 de noviembre | 20:00 | La Granadilla   |  |
| Arriva Alcorcón  | 1 - 1 | Burela                | 26 de noviembre | 17:00 | Los Cantos      |  |

| Burela                | 3 - 2 | Les Corts        | 2 de diciembre | 11:00 | Vista Alegre   |  |
| LBTL Alcantarilla     | 3 - 2 | Viaxes Amarelle  | 2 de diciembre | 16:00 | Jara Carrillo  |  |
| At. Torcal            | 6 - 6 | Arriva Alcorcón  | 2 de diciembre | 18:00 | Guadaljaire    |  |
| Atlético Navalcarnero | 6 - 1 | Ourense Ontime   | 2 de diciembre | 18:00 | La Estación    |  |
| Leganés               | 1 - 2 | STV Roldán       | 2 de diciembre | 19:00 | La Fortuna     |  |
| Torreblanca Melilla   | 3 - 0 | Poio Pescamar    | 2 de diciembre | 19:00 | Javier Imbroda |  |
| Marín Futsal          | 3 - 5 | Rayo Majadahonda | 2 de diciembre | 17:00 | A Raña         |  |
| O Castro              | 3 - 3 | MRB Móstoles     | 2 de diciembre | 19:30 | Riberas de Lea |  |

| Viaxes Amarelle  | 3 - 1 | Marín Futsal          | 9 de diciembre | 12:00 | Os Rosais     |  |
| Arriva Alcorcón  | 7 - 1 | Les Corts             | 9 de diciembre | 16:30 | Los Cantos    |  |
| At. Torcal       | 7 - 2 | Leganés               | 9 de diciembre | 18:00 | Guadaljaire   |  |
| STV Roldán       | 3 - 3 | Atlético Navalcarnero | 9 de diciembre | 18:00 | Gabriel Pérez |  |
| Poio Pescamar    | 3 - 4 | LBTL Alcantarilla     | 9 de diciembre | 18:30 | A Seca        |  |
| MRB Móstoles     | 1 - 5 | Burela                | 9 de diciembre | 18:30 | Villafontana  |  |
| Ourense Ontime   | 0 - 2 | Torreblanca Melilla   | 9 de diciembre | 20:00 | Os Remedios   |  |
| Rayo Majadahonda | 0 - 4 | O Castro              | 9 de diciembre | 20:00 | La Granadilla |  |

| Torreblanca Melilla   | 3 - 2 | STV Roldán       | 16 de diciembre | 13:00 | Javier Imbroda |  |
| Les Corts             | 3 - 2 | MRB Móstoles     | 16 de diciembre | 16:00 | Diagonal Nord  |  |
| Marín Futsal          | 0 - 5 | Poio Pescamar    | 16 de diciembre | 17:00 | A Raña         |  |
| LBTL Alcantarilla     | 3 - 3 | Ourense Ontime   | 16 de diciembre | 18:00 | Jara Carrillo  |  |
| Atlético Navalcarnero | 3 - 2 | At. Torcal       | 16 de diciembre | 18:20 | La Estación    |  |
| Burela                | 7 - 1 | Rayo Majadahonda | 16 de diciembre | 18:45 | Vista Alegre   |  |
| Arriva Alcorcón       | 7 - 0 | Leganés          | 16 de diciembre | 19:30 | Los Cantos     |  |
| O Castro              | 4 - 1 | Viaxes Amarelle  | 16 de diciembre | 19:30 | Riberas de Lea |  |

| At. Torcal       | 4 - 5 | Torreblanca Melilla   | 21 de diciembre | 21:00 | Guadaljaire     |  |
| Ourense Ontime   | 5 - 0 | Marín Futsal          | 22 de diciembre | 20:00 | Los Remedios    |  |
| Poio Pescamar    | 2 - 2 | O Castro              | 22 de diciembre | 20:00 | A Seca          |  |
| MRB Móstoles     | 2 - 5 | Arriva Alcorcón       | 23 de diciembre | 16:00 | Villafontana    |  |
| Rayo Majadahonda | 2 - 3 | Les Corts             | 23 de diciembre | 17:00 | La Granadilla   |  |
| STV Roldán       | 2 - 2 | LBTL Alcantarilla     | 23 de diciembre | 18:00 | Gabriel Pérez   |  |
| Leganés          | 1 - 6 | Atlético Navalcarnero | 23 de diciembre | 19:30 | La Fortuna      |  |
| Viaxes Amarelle  | 1 - 7 | Burela                | 7 de enero      | 18:00 | Sagrada Familia |  |

| Atlético Navalcarnero | 6 - 3 | Arriva Alcorcón     | 13 de enero | 10:00 | La Estación     |  |
| Viaxes Amarelle       | 5 - 7 | Les Corts           | 13 de enero | 16:00 | Sagrada Familia |  |
| Ourense Ontime        | 3 - 2 | O Castro            | 13 de enero | 17:00 | Os Remedios     |  |
| Leganés               | 0 - 4 | Torreblanca Melilla | 13 de enero | 17:30 | La Fortuna      |  |
| STV Roldán            | 2 - 2 | Marín Futsal        | 13 de enero | 18:00 | Gabriel Pérez   |  |
| At. Torcal            | 3 - 3 | LBTL Alcantarilla   | 13 de enero | 18:00 | Guadaljaire     |  |
| Rayo Majadahonda      | 0 - 7 | MRB Móstoles        | 13 de enero | 20:00 | La Granadina    |  |
| Poio Pescamar         | 1 - 5 | Burela              | 13 de enero | 20:00 | A Seca          |  |

| Burela              | 3 - 1 | Ourense Ontime        | 20 de enero | 11:00 | Vista Alegre   |  |
| Les Corts           | 0 - 3 | Poio Pescamar         | 20 de enero | 15:15 | Diagonal Nord  |  |
| MRB Móstoles        | 7 - 4 | Viaxes Amarelle       | 20 de enero | 16:00 | Villafontana   |  |
| Marín Futsal        | 2 - 5 | At. Torcal            | 20 de enero | 17:00 | A Raña         |  |
| LBTL Alcantarilla   | 7 - 2 | Leganés               | 20 de enero | 18:00 | Jara Carrillo  |  |
| Torreblanca Melilla | 2 - 2 | Atlético Navalcarnero | 20 de enero | 18:00 | Javier Imbroda |  |
| Arriva Alcorcón     | 7 - 3 | Rayo Majadahonda      | 20 de enero | 19:30 | Los Cantos     |  |
| O Castro            | 2 - 3 | STV Roldán            | 20 de enero | 19:30 | Riberas de Lea |  |

| Poio Pescamar         | 4 - 1 | MRB Móstoles      | 27 de enero | 11:00 | A Seca          |  |
| Atlético Navalcarnero | 6 - 5 | LBTL Alcantarilla | 27 de enero | 16:00 | La Estación     |  |
| Ourense Ontime        | 5 - 3 | Les Corts         | 27 de enero | 17:00 | Os Remedios     |  |
| STV Roldán            | 1 - 4 | Burela            | 27 de enero | 18:00 | Gabriel Pérez   |  |
| At. Torcal            | 2 - 3 | O Castro          | 27 de enero | 18:00 | Guadaljaire     |  |
| Torreblanca Melilla   | 3 - 2 | Arriva Alcorcón   | 27 de enero | 18:30 | Javier Imbroda  |  |
| Leganés               | 1 - 7 | Marín Futsal      | 27 de enero | 19:00 | La Fortuna      |  |
| Viaxes Amarelle       | 6 - 3 | Rayo Majadahonda  | 27 de enero | 19:30 | Sagrada Familia |  |

| LBTL Alcantarilla | 0 - 2 | Torreblanca Melilla   | 10 de febrero | 13:30 | Fausto Vicent |  |
| Arriva Alcorcón   | 3 - 2 | Viaxes Amarelle       | 10 de febrero | 16:30 | Los Cantos    |  |
| Marín Futsal      | 3 - 4 | Atlético Navalcarnero | 10 de febrero | 17:00 | O Sequelo     |  |
| Les Corts         | 1 - 4 | STV Roldán            | 10 de febrero | 18:15 | Diagonal Nord |  |
| MRB Móstoles      | 1 - 4 | Ourense Ontime        | 10 de febrero | 18:30 | Villafontana  |  |
| Rayo Majadahonda  | 3 - 7 | Poio Pescamar         | 10 de febrero | 20:00 | La Granadilla |  |
| Burela            | 5 - 2 | At. Torcal            | 10 de febrero | 20:00 | Vista Alegre  |  |
| O Castro          | 3 - 2 | Leganés               | 10 de febrero | 19:30 | Ribera de Lea |  |

| Leganés               | 1 - 5 | Burela           | 24 de febrero | 11:00 | Europa         |  |
| Ourense Ontime        | 2 - 2 | Rayo Majadahonda | 24 de febrero | 16:00 | Os Remedios    |  |
| LBTL Alcantarilla     | 2 - 1 | Arriva Alcorcón  | 24 de febrero | 17:00 | Jara Carrillo  |  |
| STV Roldán            | 2 - 2 | MRB Móstoles     | 24 de febrero | 18:00 | Gabriel Pérez  |  |
| At. Torcal            | 5 - 0 | Les Corts        | 24 de febrero | 18:00 | Guadaljaire    |  |
| Atlético Navalcarnero | 6 - 1 | O Castro         | 24 de febrero | 18:00 | La Estación    |  |
| Poio Pescamar         | 5 - 4 | Viaxes Amarelle  | 24 de febrero | 18:30 | A Seca         |  |
| Torreblanca Melilla   | 7 - 1 | Marín Futsal     | 24 de febrero | 19:00 | Javier Imbroda |  |

| Arriva Alcorcón  | 0 - 3 | Poio Pescamar         | 2 de marzo | 16:00 | Los Cantos      |  |
| Les Corts        | 5 - 3 | Leganés               | 2 de marzo | 16:30 | Diagonal Nord   |  |
| Marín Futsal     | 4 - 7 | LBTL Alcantarilla     | 2 de marzo | 17:00 | A Raña          |  |
| Viaxes Amarelle  | 2 - 4 | Ourense Ontime        | 2 de marzo | 18:00 | Sagrada Familia |  |
| MRB Móstoles     | 1 - 6 | At. Torcal            | 2 de marzo | 18:30 | Villafontana    |  |
| Rayo Majadahonda | 2 - 3 | STV Roldán            | 2 de marzo | 20:00 | La Granadilla   |  |
| O Castro         | 2 - 3 | Torreblanca Melilla   | 2 de marzo | 20:00 | Riberas de Lea  |  |
| Burela           | 6 - 3 | Atlético Navalcarnero | 3 de marzo | 13:00 | Vista Alegre    |  |

| At. Torcal            | 6 - 1 | Rayo Majadahonda | 9 de marzo | 10:30 | El Limón       |  |
| Torreblanca Melilla   | 1 - 2 | Burela           | 9 de marzo | 16:30 | Javier Imbroda |  |
| Atlético Navalcarnero | 5 - 2 | Les Corts        | 9 de marzo | 17:00 | La Estación    |  |
| Marín Futsal          | 6 - 1 | Arriva Alcorcón  | 9 de marzo | 17:00 | A Raña         |  |
| STV Roldán            | 6 - 1 | Viaxes Amarelle  | 9 de marzo | 18:00 | Gabriel Pérez  |  |
| LBTL Alcantarilla     | 4 - 1 | O Castro         | 9 de marzo | 18:00 | Jara Carrillo  |  |
| Leganés               | 0 - 4 | MRB Móstoles     | 9 de marzo | 19:00 | Olimpia        |  |
| Ourense Ontime        | 0 - 2 | Poio Pescamar    | 9 de marzo | 19:30 | Os Remedios    |  |

| Viaxes Amarelle                                                                             | 1 - 10 | At. Torcal            | 23 de marzo | 18:00     | Sagrada Familia |                |
| Poio Pescamar                                                                               | 5 - 0  | STV Roldán            | 23 de marzo | 18:30     | A Seca          |                |
| MRB Móstoles                                                                                | 2 - 3  | Atlético Navalcarnero | 23 de marzo | 18:30     | Villafontana    |                |
| Burela                                                                                      | 3 - 2  | LBTL Alcantarilla     | 23 de marzo | 18:45     | Vista Alegre    |                |
| Rayo Majadahonda                                                                            | 2 - 3  | Leganés               | 23 de marzo | 20:00     | La Granadilla   |                |
| O Castro                                                                                    | 2 - 2  | Marín Futsal          | 23 de marzo | 19:30     | Riberas de Lea  |                |
| Arriva Alcorcón                                                                             | 6 - 2  | Ourense Ontime        | 24 de marzo | 16:00     | Los Cantos      |                |
| Les Corts                                                                                   | 2 - 4  | Torreblanca Melilla   | N1          | 8 de mayo | 19:00           | Camp del Ferro |
| Nota 1: Se aplazó el partido debido al temporal que afectaba a Melilla y le impidió viajar. |        |                       |             |           |                 |                |

| O Castro              | 3 - 3 | Arriva Alcorcón  | 6 de abril | 11:00 | Feira do Monte |  |
| Torreblanca Melilla   | 8 - 5 | MRB Móstoles     | 6 de abril | 16:45 | Javier Imbroda |  |
| Marín Futsal          | 3 - 4 | Burela           | 6 de abril | 17:00 | A Raña         |  |
| STV Roldán            | 3 - 1 | Ourense Ontime   | 6 de abril | 18:00 | Gabriel Pérez  |  |
| At. Torcal            | 3 - 4 | Poio Pescamar    | 6 de abril | 18:00 | Guadaljaire    |  |
| Atlético Navalcarnero | 6 - 2 | Rayo Majadahonda | 6 de abril | 18:00 | La Estación    |  |
| LBTL Alcantarilla     | 4 - 3 | Les Corts        | 6 de abril | 18:30 | Jara Carrillo  |  |
| Leganés               | 1 - 9 | Viaxes Amarelle  | 7 de abril | 13:00 | La Fortuna     |  |

| Rayo Majadahonda | 3 - 9 | Torreblanca Melilla   | 20 de abril | 10:00 | La Granadilla   |  |
| Les Corts        | 2 - 5 | Marín Futsal          | 20 de abril | 16:15 | Diagonal Nord   |  |
| Ourense Ontime   | 4 - 4 | At. Torcal            | 20 de abril | 17:00 | Paco Paz        |  |
| Viaxes Amarelle  | 3 - 8 | Atlético Navalcarnero | 20 de abril | 18:00 | Sagrada Familia |  |
| Poio Pescamar    | 1 - 2 | Leganés               | 20 de abril | 18:30 | A Seca          |  |
| MRB Móstoles     | 2 - 5 | LBTL Alcantarilla     | 20 de abril | 18:30 | Villafontana    |  |
| Arriva Alcorcón  | 2 - 2 | STV Roldán            | 20 de abril | 19:30 | Los Cantos      |  |
| Burela           | 6 - 2 | O Castro              | 20 de abril | 20:00 | Vista Alegre    |  |

| Atlético Navalcarnero | 1 - 1 | Poio Pescamar    | 27 de abril | 10:00 | La Estación    |  |
| Marín Futsal          | 4 - 4 | MRB Móstoles     | 27 de abril | 17:00 | A Raña         |  |
| At. Torcal            | 4 - 4 | STV Roldán       | 27 de abril | 18:00 | Guadaljaire    |  |
| LBTL Alcantarilla     | 6 - 2 | Rayo Majadahonda | 27 de abril | 18:00 | Jara Carrillo  |  |
| O Castro              | 2 - 3 | Les Corts        | 27 de abril | 18:00 | Riberas de Lea |  |
| Burela                | 3 - 2 | Arriva Alcorcón  | 27 de abril | 18:45 | Vista Alegre   |  |
| Leganés               | 1 - 7 | Ourense Ontime   | 27 de abril | 19:00 | La Fortuna     |  |
| Torreblanca Melilla   | 6 - 1 | Viaxes Amarelle  | 27 de abril | 19:00 | Javier Imbroda |  |

| Arriva Alcorcón  | 4 - 4 | At. Torcal            | 4 de mayo | 10:00 | Los Cantos      |  |
| Les Corts        | 6 - 4 | Burela                | 4 de mayo | 16:00 | Diagonal Nord   |  |
| Ourense Ontime   | 0 - 2 | Atlético Navalcarnero | 4 de mayo | 17:00 | Os Remedios     |  |
| Viaxes Amarelle  | 4 - 1 | LBTL Alcantarilla     | 4 de mayo | 18:00 | Sagrada Familia |  |
| Poio Pescamar    | 2 - 1 | Torreblanca Melilla   | 4 de mayo | 18:30 | A Seca          |  |
| MRB Móstoles     | 3 - 2 | O Castro              | 4 de mayo | 18:30 | Eva Manguán     |  |
| Rayo Majadahonda | 1 - 7 | Marín Futsal          | 4 de mayo | 20:00 | La Granadilla   |  |
| STV Roldán       | 7 - 2 | Leganés               | 5 de mayo | 12:00 | Gabriel Pérez   |  |

| Burela                | 6 - 4 | MRB Móstoles     | 11 de abril | 10:00 | Vista Alegre   |  |
| Les Corts             | 1 - 2 | Arriva Alcorcón  | 11 de abril | 16:00 | Diagonal Nord  |  |
| Atlético Navalcarnero | 4 - 2 | STV Roldán       | 11 de abril | 18:00 | La Estación    |  |
| LBTL Alcantarilla     | 0 - 1 | Poio Pescamar    | 11 de abril | 18:00 | Jara Carrillo  |  |
| Marín Futsal          | 3 - 1 | Viaxes Amarelle  | 11 de abril | 18:30 | A Raña         |  |
| Leganés               | 2 - 6 | At. Torcal       | 11 de abril | 19:00 | La Fortuna     |  |
| Torreblanca Melilla   | 6 - 3 | Ourense Ontime   | 11 de abril | 19:00 | Javier Imbroda |  |
| O Castro              | 6 - 3 | Rayo Majadahonda | 11 de abril | 19:30 | Riberas de Lea |  |

| At. Torcal       | 3 - 6 | Atlético Navalcarnero | 18 de abril | 12:00 | Villanueva de Tapia |  |
| STV Roldán       | 4 - 3 | Torreblanca Melilla   | 18 de abril | 17:00 | Gabriel Pérez       |  |
| Ourense Ontime   | 3 - 0 | LBTL Alcantarilla     | 18 de abril | 17:00 | Os Remedios         |  |
| Poio Pescamar    | 2 - 0 | Marín Futsal          | 18 de abril | 18:30 | A Seca              |  |
| Leganés          | 0 - 5 | Arriva Alcorcón       | 18 de abril | 19:00 | La Fortuna          |  |
| Viaxes Amarelle  | 2 - 2 | O Castro              | 18 de abril | 19:15 | Sagrada Familia     |  |
| Rayo Majadahonda | 4 - 3 | Burela                | 18 de abril | 20:00 | La Granadilla       |  |
| MRB Móstoles     | 2 - 2 | Les Corts             | 19 de abril | 13:30 | Eva Manguán         |  |

| Torreblanca Melilla   | 6 - 4 | At. Torcal       | 25 de abril | 17:00 | Javier Imbroda |  |
| LBTL Alcantarilla     | 2 - 3 | STV Roldán       | 25 de abril | 17:30 | Jara Carrillo  |  |
| Atlético Navalcarnero | 4 - 1 | Leganés          | 25 de abril | 18:00 | La Estación    |  |
| Les Corts             | 5 - 1 | Rayo Majadahonda | 25 de abril | 18:00 | Diagonal Nord  |  |
| Marín Futsal          | 4 - 1 | Ourense Ontime   | 25 de abril | 18:30 | A Raña         |  |
| Burela                | 2 - 1 | Viaxes Amarelle  | 25 de abril | 18:30 | Vista Alegre   |  |
| Arriva Alcorcón       | 5 - 1 | MRB Móstoles     | 25 de abril | 18:30 | Los Cantos     |  |
| O Castro              | 2 - 2 | Poio Pescamar    | 25 de abril | 19:00 | Riberas de Lea |  |

### Play Off

#### Burela - Poio Pescamar
| 1 de junio de 2024, 18:00 (UTC+2) | Pescados Rubén Burela FS                      | 4:0 (2:0) | Poio Pescamar FS | Vista Alegre, Burela                   |                                        |
|                                   | Patri Ortega 3' · Emilly Marcondes 7' 37' 38' | Reporte   |                  | Árbitro(s): Adrián Calleja Gael García | Árbitro(s): Adrián Calleja Gael García |

| 8 de junio de 2024, 17:00 (UTC+2) | Poio Pescamar FS                   | 3:0 (1:0) | Pescados Rubén Burela FS | A Seca, Poyo                          |                                       |
|                                   | Ale de Paz 14' 31' · Laura Uña 33' | Reporte   |                          | Árbitro(s): Mayra Araujo Héctor Vilas | Árbitro(s): Mayra Araujo Héctor Vilas |

| 11 de junio de 2024, 21:00 (UTC+2) | Pescados Rubén Burela FS                                                                                    | 6:1 (1:0) | Poio Pescamar FS | Vista Alegre, Burela                                |                                                     |
|                                    | Irene Samper 33' · Dani Domingos 25' · Emilly Marcondes 30' · Patri Ortega 31' · Cami 33' · Antía Pérez 39' | Reporte   | Cilene 31'       | Árbitro(s): Francisco Javier Marazuela Sergio Toral | Árbitro(s): Francisco Javier Marazuela Sergio Toral |

#### Futsi Atlético Navalcarnero - Torreblanca Melilla
| 1 de junio de 2024, 11:00 (UTC+2) | CD Futsi Atlético Navalcarnero | 2:3 (1:2) | Melilla Sport Capital Torreblanca | La Estación, Navalcarnero                    |                                              |
|                                   | Irene Córdoba 17' · Leti 37'   | Reporte   | Ana Luiza 4' · Bia 13' 38'        | Árbitro(s): Alberto Carrión Noelia Gutiérrez | Árbitro(s): Alberto Carrión Noelia Gutiérrez |

| 8 de junio de 2024, 16:00 (UTC+2) | Melilla Sport Capital Torreblanca          | 3:4 (1:2) | CD Futsi Atlético Navalcarnero                   | Javier Imbroda, Melilla                      |                                              |
|                                   | Ana Luiza 2' · Bia 34' · Juliana Brito 37' | Reporte   | Lorrana 11' · Amandinha 15' · María Sanz 25' 33' | Árbitro(s): Pedro Carrillo Juan José Cordero | Árbitro(s): Pedro Carrillo Juan José Cordero |

| 11 de junio de 2024, 20:00 (UTC+2) | CD Futsi Atlético Navalcarnero                   | 4:3 (3:0) | Melilla Sport Capital Torreblanca          | La Estación, Navalcarnero                        |                                                  |
|                                    | Laura Córdoba 10' · Ari 20' · María Sanz 20' 30' | Reporte   | Jane 24' · Amandinha 25' · Anita Luján 26' | Árbitro(s): Carlos Rodrigo Fermín Sánchez-Molina | Árbitro(s): Carlos Rodrigo Fermín Sánchez-Molina |